# Korsakov (Russia)
Korsakov (in russo Корса́ков?; 大泊?, Ōdomari) è una città della Russia.

## Geografia fisica
È situata nell'Estremo Oriente Russo, nella parte meridionale  dell'Oblast' di Sachalin, sulle coste della baia di Aniva, 42 km a sud del capoluogo Južno-Sachalinsk. È il capoluogo del distretto omonimo.

## Storia
Anche se il primo insediamento nel luogo in cui sorge oggi la cittadina risale all'anno 1853, fondato durante la spedizione di Gennadij Nevel'skoj con il nome di Murav'ëvskij (in omaggio al generale N. Murav'ëv, allora governatore della Siberia orientale), la data di fondazione ufficiale della città è il 1869, quando venne fondato un secondo insediamento chiamato Korsakovskij Post.
Dal 1905 al 1945 la cittadina appartenne al Giappone; in questo periodo ebbe nome di Otomari (dal giapp. o, grande e dall'ainu tomari, golfo, baia). Alla fine della seconda guerra mondiale l'intera isola di Sachalin ritornò all'Unione Sovietica; nel 1946 la cittadina venne ribattezzata Korsakov (in onore di Michajl Korsakov, generale zarista e governatore della Siberia orientale) e ricevette lo status di città.

## Società

### Evoluzione demografica[1]
Abitanti censitiAnno010.00020.00030.00040.00050.00018971959197919962010Popolazione